# Cori Blakebrough
Cori Lyn Blakebrough (Chatham-Kent, 30 luglio 1967) è un'ex cestista canadese.

## Carriera
Con il Canada ha disputato i Campionati mondiali del 1990 e i Giochi olimpici di Sydney 2000.